# المصلى (النادرة)

تعديل مصدري - تعديل

المصلى محلة تابعة لقرية كهال، التابعة لعزلة شخب بمديرية النادرة إحدى مديريات محافظة إب في الجمهورية اليمنية، بلغ تعداد سكانها 152 حسب تعداد اليمن لعام 2004.